# Вијали (Порденоне)
Вијали је насеље у Италији у округу Порденоне, региону Фурланија-Јулијска крајина.
Према процени из 2011. у насељу је живело 57 становника. Насеље се налази на надморској висини од 17 м.